# Popis svjetskih prvaka u teškoj kategoriji u profesionalnom boksu
Ovo je kronološki popis svjetskih boksačkih prvaka otkad su uvedena pravila markiza od Queensberryja, odnosno kasnije, u području profesionalnog boksa. Uzete su u obzir iduće organizacije.
- World Boxing Association (WBA), utemeljena 1921. kao National Boxing Association (NBA),
- World Boxing Council (WBC), utemeljena 1963.,
- International Boxing Federation (IBF), utemeljena 1983., i
- World Boxing Organization (WBO), utemeljena 1988.

Prije 1921., prvaci su bili priznati općenito od javnosti. Prvak u to doba je bio borac koji je imao izrazitu pobjedu nad drugim borcem i koji je dalje pobjeđivao. Povlačenja ili osporeni rezultati su mogli odvesti prvenstvo raspodijeljeno među više ljudi tijekom vremena.
| Početak vladavine | Kraj vladavine      | Prvak                                                   | Priznato od                                       |
| --- | ------------------- | ------------------------------------------------------- | ------------------------------------------------- |
| 7. veljače 1882. | 7. rujna 1892.      | John L. Sullivan                                        | po svima                                          |
| Sullivan je porazio Paddya Ryana 1882., čime je stekao prvi priznati naslov prvaka. |                     |                                                         |                                                   |
| 7. rujna 1892. | 17. ožujka 1897.    | James J. Corbett                                        | po svima                                          |
| 17. ožujka 1897. | 9. lipnja 1899.     | () Bob Fitzsimmons                                      | po svima                                          |
| 9. lipnja 1899. | 13. svibnja 1905.1  | James J. Jeffries                                       | po svima                                          |
| Jeffries je bio prvi suvremeni prvak koji je prepustio svoj naslov, najavivši svoje povlačenje i objavivši da će pobjednik borbe između Marvin Hart i Jack Root će biti idući legitimni prvak. Jeffries se vratio u ring za se susresti sa Jackom Johnsonom. |                     |                                                         |                                                   |
| 3. srpnja 1905. | 23. veljače 1906.   | Marvin Hart                                             | po svima                                          |
| 23. veljače 1906. | 26. prosinca 1908.  | Tommy Burns                                             | po svima                                          |
| 26. prosinca 1908. | 5. travnja 1915.    | Jack Johnson                                            | po svima                                          |
| 5. travnja 1915. | 4. srpnja 1919.     | Jess Willard                                            | po svima                                          |
| 4. srpnja 1919. | 23. rujna 1926.     | Jack Dempsey                                            | po svima                                          |
| 23. rujna 1926. | 31. srpnja 1928.2   | Gene Tunney                                             | po svima                                          |
| Tunney je najavio svoje povlačenje iz profesionalnog boksa 31. srpnja 1928., prepustivši tako naslov prvaka. |                     |                                                         |                                                   |
| 12. lipnja 1930. | 21. lipnja 1932.    | Max Schmeling                                           | po svima                                          |
| Schmeling je porazio Jacka Sharkeya stekavši neosporeni naslov prvaka. |                     |                                                         |                                                   |
| 21. lipnja 1932. | 29. lipnja 1933.    | Jack Sharkey (rođen kao Josef Paul Zukauskas Cukoschay) | po svima                                          |
| 29. lipnja 1933. | 14. lipnja 1934.    | Primo Carnera                                           | po svima                                          |
| 14. lipnja 1934. | 13. lipnja 1935.    | Max Baer                                                | po svima                                          |
| 13. lipnja 1935. | 22. lipnja 1937.    | James J. Braddock                                       | po svima                                          |
| 22. lipnja 1937. | 1. ožujka 1949.2    | Joe Louis                                               | po svima                                          |
| 22. lipnja 1949. | 27. rujna 1950.     | Ezzard Charles                                          | NBA                                               |
| 27. rujna 1950. | 18. srpnja 1951.    | Ezzard Charles                                          | po svima                                          |
| Charles je osvojio upražnjeno mjesto za prvaka po inačici National Boxing Association (Nacionalne boksačke asocijacije), ali nije bio neosporenim prvakom sve dok nije porazio Joea Louisa, bivšeg prvaka koji se reaktivirao. |                     |                                                         |                                                   |
| 18. srpnja 1951. | 23. rujna 1952.     | Jersey Joe Walcott                                      | po svima                                          |
| 23. rujna 1952. | 27. travnja 1956.2  | Rocky Marciano                                          | po svima                                          |
| Marciano je najavio svoje povlačenje iz profesionalnog boksa, prepustivši tako naslov prvaka. |                     |                                                         |                                                   |
| 30. studenog 1956. | 26. lipnja 1959.    | Floyd Patterson                                         | po svima                                          |
| 26. lipnja 1959. | 20. lipnja 1960.    | Ingemar Johansson                                       | po svima                                          |
| 20. lipnja 1960. | 25. rujna 1962.     | Floyd Patterson                                         | po svima                                          |
| 25. rujna 1962. | 25. veljače 1964.   | Sonny Liston                                            | po svima                                          |
| 25. veljače 1964. | 19. lipnja 1964.    | Cassius Clay                                            | po svima                                          |
| WBA je povukla svoje priznanje naslova prvaka Clayu (koji je u međuvremenu promijenio ime u Muhammad Ali) u zamjenu za promptni pristanak na uzvratnu borbu s Listonom, što je u to vrijeme bilo protiv pravila te organizacije. WBC i ine organizacije su ga nastavile priznavati kao prvaka. (vidi Ali protiv Listona.) |                     |                                                         |                                                   |
| 19. lipnja 1964. | 6. veljače 1967.    | Cassius Clay                                            | WBC                                               |
| 5. ožujka 1965. | 6. veljače 1967.    | Ernie Terrell                                           | WBA                                               |
| 6. veljače 1967. | 29. travnja 1967.   | Muhammad Ali                                            | po svima                                          |
| Sva tijela su povukla priznanje statusa prvaka Aliju zbog njegova odbijanja novačenju u američku vojsku nakon što je bio unovačen početkom 1967. |                     |                                                         |                                                   |
| 4. ožujka 1968. | 16. veljače 1970.   | Joe Frazier                                             | WBC                                               |
| 28. travnja 1968. | 16. veljače 1970.   | Jimmy Ellis                                             | WBA                                               |
| 16. veljače 1970. | 22. siječnja 1973.  | Joe Frazier                                             | po svima                                          |
| Početnog je bio priznat od moćnog i utjecajnog atletskog odbora američke savezne države New York i "odbjegličke" organizacije WBC, Fraziera su priznala sva mjerodavna tijela kao prvaka nakon što je porazio Ellisa; sveopće priznanje je došlo nakon što je porazio Muhammada Alija 8. ožujka 1971. (vidi Borba stoljeća.) |                     |                                                         |                                                   |
| 22. siječnja 1973. | 30. listopada 1974. | George Foreman                                          | po svima                                          |
| 30. listopada 1974. | 15. veljače 1978.   | Muhammad Ali                                            | po svima                                          |
| 15. veljače 1978. | 18. ožujka 1978.3   | Leon Spinks                                             | po svima                                          |
| 18. ožujka 1978. | 15. rujna 1978.     | Leon Spinks                                             | WBA                                               |
| 18. ožujka 1978. | 9. lipnja 1978.     | Ken Norton                                              | WBC                                               |
| 9. lipnja 1978. | 11. prosinca 1983.1 | Larry Holmes                                            | WBC                                               |
| Holmes je prepustio mjesto prvaka po WBC-u za prihvatiti naslov prvaka po novostvorenoj organizaciji IBF-u. |                     |                                                         |                                                   |
| 15. rujna 1978. | 27. travnja 1979.1  | Muhammad Ali                                            | WBA                                               |
| Vjerujući da mu je karijera gotova, Ali je napustio svoj naslov po WBA u zamjenu za isplatu od strane promotora Dona Kinga, koji je pokušavao ugovoriti borbu između tadašnjeg prvaka po WBC-u Larryja Holmesa i Johna Tatea za objedinjenjavanje naslova. Borba se nikad nije dogodila, pa se Ali vratio u ring 1980. |                     |                                                         |                                                   |
| 20. listopada 1979. | 31. ožujka 1980.    | John Tate                                               | WBA                                               |
| 31. ožujka 1980. | 10. prosinca 1982.  | Mike Weaver                                             | WBA                                               |
| 10. prosinca 1982. | 23. rujna 1983.     | Michael Dokes                                           | WBA                                               |
| 23. rujna 1983. | 1. prosinca 1984.   | Gerrie Coetzee                                          | WBA                                               |
| 11. prosinca 1983. | 21. rujna 1985.     | Larry Holmes                                            | IBF                                               |
| 9. ožujka 1984. | 31. kolovoza 1984.  | Tim Witherspoon                                         | WBC                                               |
| 31. kolovoza 1984. | 22. ožujka 1986.    | Pinklon Thomas                                          | WBC                                               |
| 1. prosinca 1984. | 29. travnja 1985.   | Greg Page                                               | WBA                                               |
| 29. travnja 1985. | 17. siječnja 1986.  | Tony Tubbs                                              | WBA                                               |
| 21. rujna 1985. | 19. veljače 1987.3  | Michael Spinks                                          | IBF                                               |
| 17. siječnja 1986. | 12. prosinca 1986.  | Tim Witherspoon                                         | WBA                                               |
| 22. ožujka 1986. | 22. studenog 1986.  | Trevor Berbick                                          | WBC                                               |
| 22. studenog 1986. | 7. ožujka 1987.     | Mike Tyson                                              | WBC                                               |
| 12. prosinca 1986. | 7. ožujka 1987.     | James 'Bonecrusher' Smith                               | WBA                                               |
| 7. ožujka 1987. | 1. kolovoza 1987.   | Mike Tyson                                              | WBA, WBC                                          |
| 30. svibnja 1987. | 1. kolovoza 1987.   | Tony Tucker                                             | IBF                                               |
| 1. kolovoza 1987. | 13. kolovoza 1989.  | Mike Tyson                                              | IBF, WBA i WBC                                    |
| 6. svibnja 1989. | 13. kolovoza 1989.  | Francesco Damiani                                       | WBO                                               |
| Iako je Damiani porazio Johnnyja DuPlooya, čime je postao prvi WBO-ov prvak u ovoj kategoriji, Tysonova prevlast u teškoj kategoriji u ovom razdoblju zapravno nikad nije bila osporena. |                     |                                                         |                                                   |
| 13. kolovoza 1989. | 10. veljače 1990.   | Mike Tyson                                              | po svima                                          |
| 10. veljače 1990. | 25. listopada 1990. | James "Buster" Douglas                                  | IBF, WBA i WBC                                    |
| 25. listopada 1990. | 13. studenog 1992.  | Evander Holyfield                                       | IBF, WBA i WBC                                    |
| 11. siječnja 1991. | 24. prosinca 1991.3 | Ray Mercer                                              | WBO                                               |
| 15. svibnja 1992. | 3. veljače 1993.3   | Michael Moorer                                          | WBO                                               |
| 13. studenog 1992. | 14. prosinca 1992.3 | Riddick Bowe                                            | IBF, WBA i WBC                                    |
| Boweu je oduzet njegov naslov po WBC-u jer je odbio boksati sa Lennoxom Lewisom. |                     |                                                         |                                                   |
| 14. prosinca 1992. | 6. studenog 1993.   | Riddick Bowe                                            | IBF i WBA                                         |
| 14. prosinca 1992. | 24. rujna 1994.     | () Lennox Lewis                                         | WBC                                               |
| Lewis je pobijedio Razora Ruddocka 31. listopada 1992. u WBC-ovoj "eliminacijskoj" borbi. Čim je Boweov naslov bio mu oduzet, WBC je odmah dodijelio naslov Lewisu. |                     |                                                         |                                                   |
| 7. lipnja 1993. | 29. listopada 1993. | Tommy Morrison                                          | WBO                                               |
| 29. listopada 1993. | 19. ožujka 1994.    | Michael Bentt                                           | WBO                                               |
| 6. studenog 1993. | 22. travnja 1994.   | Evander Holyfield                                       | IBF i WBA                                         |
| 19. ožujka 1994. | 11. ožujka 1995.    | Herbie Hide (rođen kao Herbert Okechukwu Maduagwu)      | WBO                                               |
| 22. travnja 1994. | 5. studenog 1994.   | Michael Moorer                                          | IBF i WBA                                         |
| 24. rujna 1994. | 2. rujna 1995.      | Oliver McCall                                           | WBC                                               |
| 5. studenog 1994. | 4. ožujka 1995.3    | George Foreman                                          | IBF i WBA                                         |
| WBA je povukao svoj naslov Foremanu, ali Foreman je zadržao naslov po IBF-u sve dok i ono mu nije bilo povučeno. |                     |                                                         |                                                   |
| 4. ožujka 1995. | 28. lipnja 1995.3   | George Foreman                                          | IBF                                               |
| 11. ožujka 1995. | 1. svibnja 1996.1   | Riddick Bowe                                            | WBO                                               |
| 8. travnja 1995. | 7. rujna 1996.      | Bruce Seldon                                            | WBA                                               |
| 2. rujna 1995. | 16. ožujka 1996.    | Frank Bruno                                             | WBC                                               |
| 9. prosinca 1995. | 7. rujna 1996.3     | Francois Botha                                          | IBF                                               |
| Test na droge, sproveden nakon Bothine pobjede nad Axelom Schulzom za ispražnjeni naslov prvaka po IBF-u (nakon što ga je Foreman napustio), je otrio da je Botha koristio nedopuštene anaboličke steroide. Nakon što se ovo otkrilo, IBF je "ispraznio" mjesto za prvaka. Organizacija je sukladno ovome, očistila svoje povijesne registre, maknuvši ga sa popisa prvaka koje je priznavala. |                     |                                                         |                                                   |
| 16. ožujka 1996. | 7. rujna 1996.      | Mike Tyson                                              | WBC                                               |
| 22. lipnja 1996. | 8. studenog 1997.   | Michael Moorer                                          | IBF                                               |
| 29. lipnja 1996. | 17. veljače 1997.1  | Henry Akinwande                                         | WBO                                               |
| Akinwande je bio rangiran kao drugi izazivač po WBC-u za naslov prvaka u trenutku kad je osvojio naslov po WBO-u. WBC, koji je bio u svađama sa WBO-om otkako je potonji osnovan 1988., je potom maknio Akindwandea sa svojih rangiranja. Akindwande je slijedom toga se odrekao naslova prvaka po WBO-u u zamjenu za mogućnost odmjeravanja s Lennoxom Lewisom u borbi za naslov prvaka po WBC-u. |                     |                                                         |                                                   |
| 7. rujna 1996. | 24. rujna 1996.1    | Mike Tyson                                              | WBA i WBC                                         |
| 24. rujna 1996. | 9. studenog 1996.   | Mike Tyson                                              | WBA                                               |
| 9. studenog 1996. | 8. studenog 1997.   | Evander Holyfield                                       | WBA                                               |
| 7. veljače 1997. | 13. studenog 1999.  | () Lennox Lewis                                         | WBC                                               |
| 28. lipnja 1997. | 26. lipnja 1999.    | Herbie Hide (rođen kao Herbert Okechukwu Maduagwu)      | WBO                                               |
| 8. studenog 1997. | 13. studenog 1999.  | Evander Holyfield                                       | IBF i WBA                                         |
| 26. lipnja 1999. | 1. travnja 2000.    | Vitalij Kličko                                          | WBO                                               |
| 13. studenog 1999. | 29. travnja 2000.3  | () Lennox Lewis                                         | IBF, WBA i WBC                                    |
| U prvoj polovici 2000. Svjetsku boksačku asocijaciju i Lewisa su tužili predstavnici Johna Ruiza tvrdeći da su WBA i Lewis prekršili ugovor po kojem je Ruiz morao se boriti protiv Lewisa za naslov prvaka po WBA-u. Sud u New Jerseyju je presudio u Ruizovu korist te naredio Lewisu da mora idućoj borbi boksati protiv Ruiza ili odustati od naslova. Lewis je umjesto toga izabrao boksati protiv izazivača Michaela Granta, predavši svoj naslov po WBA-u na dan borbe. |                     |                                                         |                                                   |
| 1. travnja 2000. | 14. listopada 2000. | Chris Byrd                                              | WBO                                               |
| 29. travnja 2000. | 22. travnja 2001.   | () Lennox Lewis                                         | IBF i WBC                                         |
| 12. kolovoza 2000. | 3. ožujka 2001.     | Evander Holyfield                                       | WBA                                               |
| 14. listopada 2000. | 8. ožujka 2003.     | Volodimir Kličko                                        | WBO                                               |
| 3. ožujka 2001. | 1. ožujka 2003.     | John Ruiz                                               | WBA                                               |
| 22. travnja 2001. | 17. studenog 2001.  | Hasim Rahman                                            | IBF i WBC                                         |
| 17. studenog 2001. | 5. rujna 2002.1     | () Lennox Lewis                                         | IBF i WBC                                         |
| Lewis je predao naslov po IBF-u nakon što mu je promotor Don King platio milijun am.dolara, koji je želio ugovoriti borbu između Chrisa Byrda i Evandera Holyfielda za upražnjeni naslov. |                     |                                                         |                                                   |
| 5. rujna 2002. | 6. veljače 2004.2   | () Lennox Lewis                                         | WBC                                               |
| 14. prosinca 2002. | 22. travnja 2006.   | Chris Byrd                                              | IBF                                               |
| 1. ožujka 2003. | 20. veljače 2004.1  | Roy Jones Jr.                                           | WBA                                               |
| 8. ožujka 2003. | 9. listopada 2003.1 | Corrie Sanders                                          | WBO                                               |
| 20. veljače 2004. | 30. travnja 2005.   | John Ruiz                                               | WBA                                               |
| Ruiz je pobijedio Hasima Rahmana 13. prosinca 2003., čime je postao WBA-ov međuprvak. Naslov mu je WBA dodijelila nakon što je Roy Jones najavio da predaje naslov radi usredotočivanja na lakše težinske kategorije. |                     |                                                         |                                                   |
| 10. travnja 2004. | 1. travnja 2006.    | Lamon Brewster                                          | WBO                                               |
| 24. travnja 2004. | 9. studenog 2005.2  | Vitalij Kličko                                          | WBC                                               |
| 30. travnja 2005. | 17. svibnja 2005.   | James Toney                                             | WBA                                               |
| 10. svibnja 2005. test na droge, sproveden nakon Toneyeve pobjede nad Johnom Ruizom za WBA-ov naslov je otkrio da je on koristio tvari koje sadrže nandrolon, anabolički steroid. Atletski odbor sav. države New York je preinačio Toneyevu pobjedu u "bez vrjednovanja" (no contest). 17. svibnja 2005., WBA je rekao Toneyu neka "napusti svoj naslov", čime je vraćen Johnu Ruizu. |                     |                                                         |                                                   |
| 17. svibnja 2005. | 17. prosinca 2005.  | John Ruiz                                               | WBA                                               |
| 9. studenog 2005. | 13. kolovoza 2006.  | Hasim Rahman                                            | WBC                                               |
| Rahman je pobijedio Montu Barretta 13. kolovoza 2005. čime je postao WBC-ov "međuprvak". Naslov mu je dodijeljen nakon što je Vitalij Kličko najavio povlačenje zbog ozljede. |                     |                                                         |                                                   |
| 17. prosinca 2005. | 15. travnja 2007.   | Nikolaj Valujev                                         | WBA                                               |
| 1. travnja 2006. | 4. studenog 2006.   | Sergej Ljahovič                                         | WBO                                               |
| 22. travnja 2006. | 23. veljače 2008.   | Volodimir Kličko                                        | IBF                                               |
| 13. kolovoza 2006. | 8. ožujka 2008.     | Oleg Maskajev                                           | WBC                                               |
| Maskajev se rodio u Kazahstanu. Roditelji su mu Rusi. Izvorno je bio kazačkim državljaninom. Američkim državljaninom je postao 2004. U prosincu 2006. je dobio i rusko državljanstvo. 24. rujna 2007. je Samuel Peter proglašen za WBC-ovog "međuprvaka". 8. ožujka 2008. je Peter na kraju pobijedio Maskajeva. |                     |                                                         |                                                   |
| 4. studenog 2006. | 2. lipnja 2007.     | Shannon Briggs                                          | WBO                                               |
| 15. travnja 2007. | 4. srpnja 2008.4    | Ruslan Čagajev                                          | WBA                                               |
| Čagajevljevu obveznu obranu naslova protiv bivšeg prvaka Valujeva koju se bilo dogovorilo za 5. srpnja 2008. se moralo odgoditi po drugi puta nakon što se Čagajevu potpuno pokidala Ahilova tetiva tijekom treninga za ovu borbu. Zbog te ozljede i radi davanja vremena koje je bilo neophodno da se oporavi prvaku, WBA je odlučila Čagajeva proglasiti "prvakom u mirovanju", a glavne izazivače Valujeva i Ruiza obvezala boriti se za naslov prvaka. WBA je potom postavila 26. lipnja 2009. kao rok za Čagajeva do kojeg se morao boriti protiv prvaka, a no budući da nije udovoljio tom roku, WBA je prigodom objave svojih slubženih ljestvica od lipnja 2009. Čagajevu oduzela naslov "prvaka u mirovanju". |                     |                                                         |                                                   |
| 2. lipnja 2007. | 23. veljače 2008.   | Sultan Ibragimov                                        | WBO                                               |
| 23. veljače 2008. | 2. srpnja 2011.     | Volodimir Kličko                                        | IBF i WBO                                         |
| 8. ožujka 2008. | 11. listopada 2008. | Samuel Peter                                            | WBC                                               |
| 4. srpnja 2008.4 | 24. srpnja 2009.    | Ruslan Čagajev                                          | WBA                                               |
| WBA je postavila 26. lipnja 2009. kao rok za Čagajeva do kojeg se morao boriti protiv prvaka, a on nije udovoljio tom roku. Stoga je 24. srpnja 2009. WBA objavila svoje službene ljestvice po kojima je od lipnja 2009. Čagajevu oduzet naslov "prvaka u mirovanju". |                     |                                                         |                                                   |
| 30. kolovoza 2008. | 7. studenoga 2009.  | Nikolaj Valujev                                         | WBA                                               |
| Valujev je vratio naslov po WBA pobijedivši Johna Ruiza 30. kolovoza 2008., netom je Čagajev postao "prvakom u mirovanju". Nakon što je Čagajevu WBA dodijelila taj naslov, zadala je rok od 26. lipnja 2009. do kojeg se morao boriti protiv prvaka. Nije udovoljio roku i WBA mu je oduzela naslov "prvaka u mirovanju" prigodom objave svojih službenih ljestvica od lipnja 2009. |                     |                                                         |                                                   |
| 11. listopada 2008. | 15. prosinca 2013.  | Vitalij Kličko                                          | WBC                                               |
| 7. studenoga 2009. | 2. srpnja 2011.     | David Haye                                              | WBA                                               |
| Sve glavne teškaške naslove držala su braća Kličko sve dok 15. prosinca 2013. Vitalij Kličko nije odstupio s mjesta najboljeg po WBC-u. |                     |                                                         |                                                   |
| 27. kolovoza 2011. | 5. listopada 2013.  | Aleksandr Povjetkin                                     | WBA ('regularni' prvak)                           |
| 2. srpnja 2011. | 28. studenog 2015.  | Volodimir Kličko                                        | IBF, WBO i WBA ('Super' Champion) ('super' prvak) |
| 10. svibnja 2014. | 17. siječnja 2015.  | Bermane Stiverne                                        | WBC                                               |
| 6. srpnja 2014. | 5. ožujka 2016.     | Ruslan Čagajev                                          | WBA                                               |
| 17. siječnja 2015. | danas               | Deontay Wilder                                          | WBC                                               |
| 28. studenog 2015. | 8. prosinca 2015.   | Tyson Fury                                              | IBF, WBO i WBA                                    |
| 8. prosinca 2015. | 12. listopada 2016. | Tyson Fury                                              | WBO i WBA                                         |
| 16. siječnja 2014. | 9. travnja 2016.    | Charles Martin                                          | IBF                                               |
| 5. ožujka 2016. | 12. svibnja 2016.   | Lucas Browne                                            | WBA                                               |
| 9. travnja 2016. | 29. travnja 2017.   | Anthony Joshua                                          | IBF                                               |
| 12. svibnja 2016. | 28. srpnja 2016.    | Ruslan Čagajev                                          | WBA                                               |
| 10. prosinca 2016. | danas               | Joseph Parker                                           | WBA                                               |
| 29. travnja 2017. | danas               | Anthony Joshua                                          | IBF i WBA                                         |

## Podnožje
1 Prepušteni naslov prvaka.
2 Povukao se kao prvak, prepustivši naslov.
3 Već priznati naslov je bio povučen od organizacije dodjeliteljice naslova zbog prvakova zakazivanja ili odbijanja u obrani naslova protiv prvog izazivača.
4 Status mu je promijenjen iz "prvak" u "prvak u mirovanju" (Champion in Recess).